# 前橋市立笂井小学校
前橋市立笂井小学校（まえばししりつ うつぼいしょうがっこう）は、群馬県前橋市笂井町にある公立小学校。

## 所在地
群馬県前橋市笂井町1160番地

## 沿革
- 明治7年（1874年）2月26日 - 笂井村安養院に笂井小学校創設[1][2]。
- 明治17年（1884年）12月 - 南勢多郡第八小学校となる[1][2]。
- 明治19年（1886年）3月 - 南勢多郡第十七小学校となる[1][2]。
- 明治20年（1887年）3月 - 笂井尋常小学校となる[1][2]。
- 明治23年（1890年）4月 - 木瀬尋常小学校となる[1][2]。
- 明治25年（1892年）12月 - 笂井尋常小学校となる[1][2]。
- 明治31年（1908年）4月 - 笂井尋常高等小学校となる[1][2]。
- 昭和16年（1941年）4月 - 勢多郡木瀬村笂井国民学校となる[2]。
- 昭和22年（1947年）
  - 4月 - 勢多郡木瀬村立笂井小学校となる[2]。
  - 9月 - 駒形小学校を合併し木瀬村立東小学校となり、駒形分教場を置く[2]。
- 昭和27年（1952年）4月 - 駒形分教場が木瀬村立南小学校として独立[2]。
- 昭和32年（1957年）1月 - 木瀬村が廃止となり城南村が成立、城南村立笂井小学校となる[3]。
- 昭和42年（1967年）5月 - 前橋市と合併し前橋市立笂井小学校となる[2]。
- 昭和47年（1972年）1月 - 校歌制定[2]。
- 昭和49年（1974年）2月 - 校旗制定[2]。

## 学区
- 笂井町[4]
- 小屋原町
- 上増田町

## 学校周辺
- 共愛学園中学校・高等学校
- 共愛学園前橋国際大学
- 共愛学園幼稚園
- 前橋市立木瀬中学校
- JR駒形駅